# NUR-31

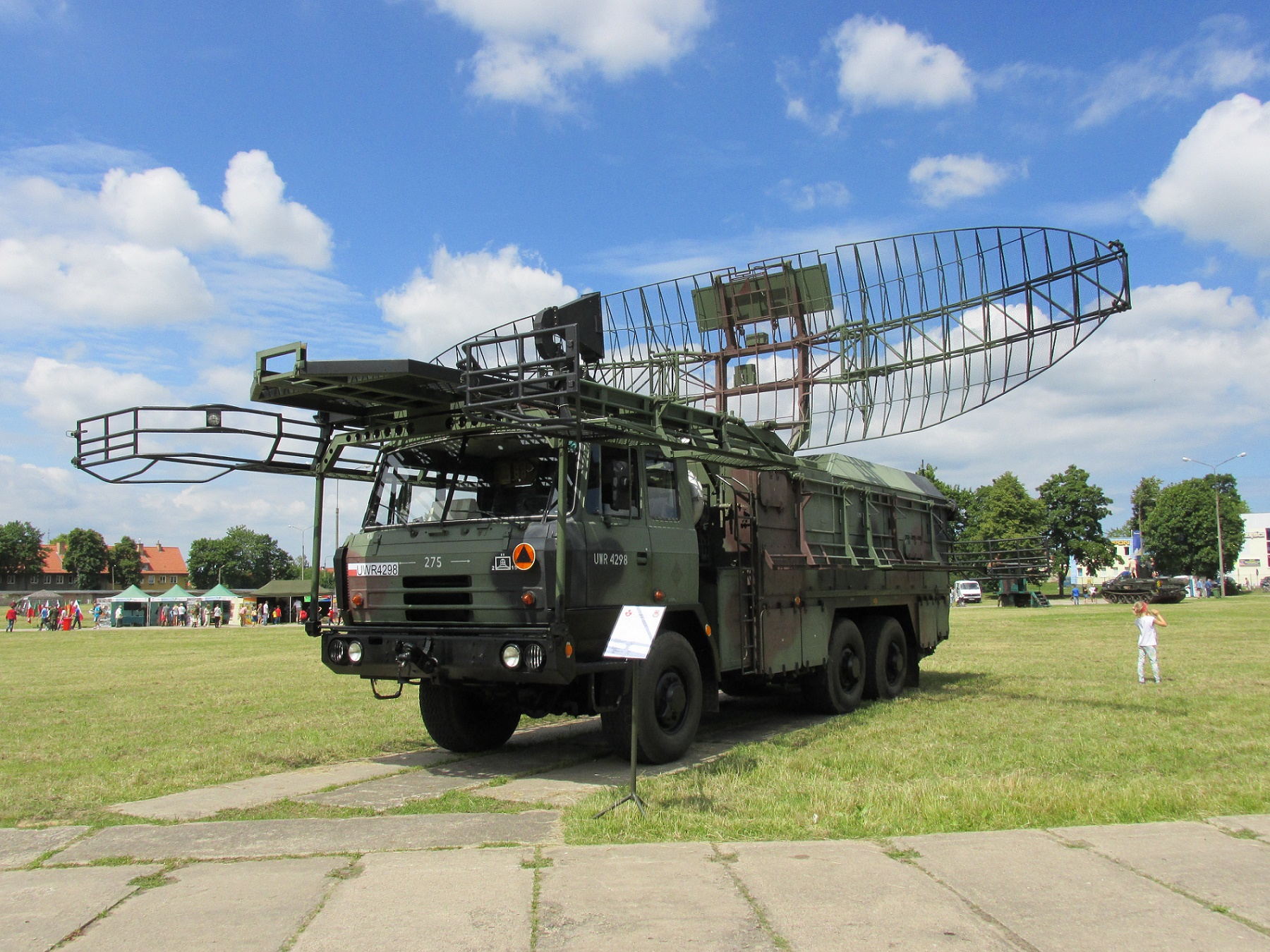
NUR-31 na podwoziu Tatra 815

NUR-31 Justyna – odległościomierz radiolokacyjny produkcji polskiej, produkowany od 1985 roku.
Dwuwspółrzędny radar 2D określający tylko odległość i azymut obiektów powietrznych, przy współpracy z NUR-41 daje obraz 3D, czyli odległość, azymut i wysokość.
Jest to stacja mobilna, zamontowana na podwoziu czeskiej Tatry (NUR-31 na Tatra 148, NUR-31M na Tatra 815), lub w wersji kontenerowej (NUR-31MK). Radar średniego zasięgu do ok. 160–180 km, na pułapie ok. 27 km. Przy pułapie 100 m zasięg wykrycia wynosi ok. 30 km. Moc stacji wynosi 400 kW a szerokość emitowanych impulsów elektromagnetycznych wynosi 10 μs, pracuje w paśmie L oraz podpasmach C i D.
W radarze znajduje się urządzenie systemu IFF „Supraśl” działające na zasadzie radaru wtórnego, pozwalające na identyfikację wykrytych obiektów powietrznych oraz odbiór sygnałów zagrożenia.
Czas rozwijania i zwijania wynosi 15 minut. W 2021 roku nadal znajdowały się w służbie.

## Dane techniczne
- pasmo pracy L
- moc impulsowa 0,28–0,44 MW
- czas trwania impulsu 10 μs,
- maksymalny zasięg wykrywania 160 km (RA-83 210 km)
- maksymalny pułap wykrywania 27 km
- liczba częstotliwości roboczych 8
- rozróżnialność w azymucie 3° – 3,5°
- rozróżnialność w odległości 150 m
- zasilanie:
  - napięcie 3 × 230/400 V, 50 Hz
  - pobór mocy 18–21 kVA

### Antena
- paraboliczna o charakterystyce cosec.
- polaryzacja sygnałów – pozioma
- zysk antenowy > 29 dB (RA-83 > 32 dB)
- szerokość wiązki w azymucie 1,85° (RA-83 1,25°)
- kąt pokrycia w elewacji 30°
- prędkość obrotu 6 obr./min
- poziom listków bocznych w azymucie 27 dB
- współczynnik szumów odbiornika 5,5 dB
- szerokość pasma przestrajania 100 MHz

### Gabaryty
- wymiary anteny 9000 × 2500 mm
- Wymiary wozu odległościomierza:
  - długość 10 650 mm
  - szerokość 2650 mm
  - wysokość(złożona antena) 3500 mm
  - waga 21 t,
  - prześwit 40 cm